# Dominic Sherwood
Dominic 'Dom' Anthony Sherwood (6 de fevereiro de 1990), é um ator e modelo inglês, mais conhecido por interpretar Christian Ozera no filme Vampire Academy e Jace Wayland na série televisiva Shadowhunters do canal americano Freeform.

## Biografia
Sherwood nasceu em Tunbridge Wells, Kent. Concluiu o ensino médio na Oakwood Park Grammar School em Maidstone. Depois de estudar teatro e drama em Maidstone e Sevenoaks, foi para o exterior e trabalhou durante seis meses no Quênia antes de se mudar para Londres.

## Carreira
O primeiro papel de Sherwood veio em 2010, como Jack Simmons na terceira temporada de The Cut. No ano seguinte, ele estrelou como Walter na série Sadie J no episódio "Cherylistic". Em 2012, ele teve um pequeno papel no filme de drama Not Fade Away como o jovem Mick Jagger. Conseguiu seu primeiro papel notável em 2014, como Christian Ozera no filme Vampire Academy, baseado no romance de Richelle Mead.
Em fevereiro de 2015, tornou-se conhecido por sua aparição no vídeo clipe da música "Style" de Taylor Swift, dirigido por Kyle Newman. Em 20 de abril de 2015, foi anunciado que tinha sido escolhido para interpretar Jace Herondale na série de drama e fantasia Shadowhunters do canal americano Freeform, uma adaptação do livro Instrumentos Mortais de Cassandra Clare. Ele foi cotado para co-estrelar ao lado de Ed Westwick e Jeremy Sumpter no filme de suspense Take Down (mais tarde renomeado como Billionaire Ransom), e no filme de terror The Other (mais tarde renomeado como Don't Sleep) com Drea de Matteo e Cary Elwes.

## Vida pessoal
Sherwood tem heterocromia sectorial, uma anomalia cuja característica é a cor dos olhos possuir duas cores diferentes. Um de seus olhos possui a cor azul, enquanto o outro é metade azul e metade castanho.
Em fevereiro de 2015, começou a namorar a atriz Sarah Hyland, que conheceu durante as filmagens de Vampire Academy, porém, terminaram o relacionamento em 2017. 

## Filmografia

### Filmes
| Ano  | Título             | Personagem      |
| ---- | ------------------ | --------------- |
| 2012 | Not Fade Away      | Mick Jagger     |
| 2014 | Vampire Academy    | Christian Ozera |
| 2016 | Billionaire Ransom | James Herrick   |
| 2017 | Don't Sleep        | Zach Bradford   |

### Televisão
| Ano       | Título        | Personagem   | Notas                   |
| --------- | ------------- | ------------ | ----------------------- |
| 2010      | The Cut       | Jack Simmons | 11 episódios            |
| 2011      | Sadie J       | Walter       | Episódio: "Cherylistic" |
| 2013      | Mayday        | Louis        | Episódio: "1.3"         |
| 2016-2019 | Shadowhunters | Jace wayland | Elenco Principal        |
| 2016      | Modern Family | James        | Temporada 7, Ep. 21     |